# 3a etapa del Tour de França de 2012
La 3a etapa del Tour de França de 2012 es disputà el dimarts 3 de juliol de 2012 sobre un recorregut de 197 km entre les viles d'Orchies i Boulogne-sur-Mer.
El vencedor de l'etapa fou Peter Sagan (Liquigas-Cannondale), que s'imposà clarament en l'ascensió final pels carrers de Boulogne-sur-Mer. Edvald Boasson Hagen (Team Sky) i Peter Velits (Omega Pharma-Quick Step) foren segon i tercer respectivament, un segon per darrere de Sagan. Aquesta era la segona victòria de l'eslovac, després de l'aconseguida en la 1a etapa.
No es produí cap canvi significatiu en la classificació general ni en les secundàries.

## Perfil de l'etapa
Després del pròleg i les dues primeres etapes per terres belgues, la cursa s'endinsa a la regió de Nord – Pas-de-Calais, als departaments de Nord i Pas-de-Calais. Els primers 95 km d'etapa són gairebé plans, per a partir de l'avituallament, a Thérouanne, iniciar-se un tram ascendent que duu els ciclistes fins a l'esprint intermedi de Senlecques (km 119). Poc després, al km 132 es troben la primera de les cotes puntuables del dia, que obre les portes a uns 40 km finals sense cap metre pla i en què s'han de superar fins a 5 cotes més, dues de tercera i tres de quarta categoria. L'arribada a Boulogne-sur-Mer es troba en una cota de quarta, després de 700 metres i un desnivell mitjà del 7,4%.

## Desenvolupament de l'etapa

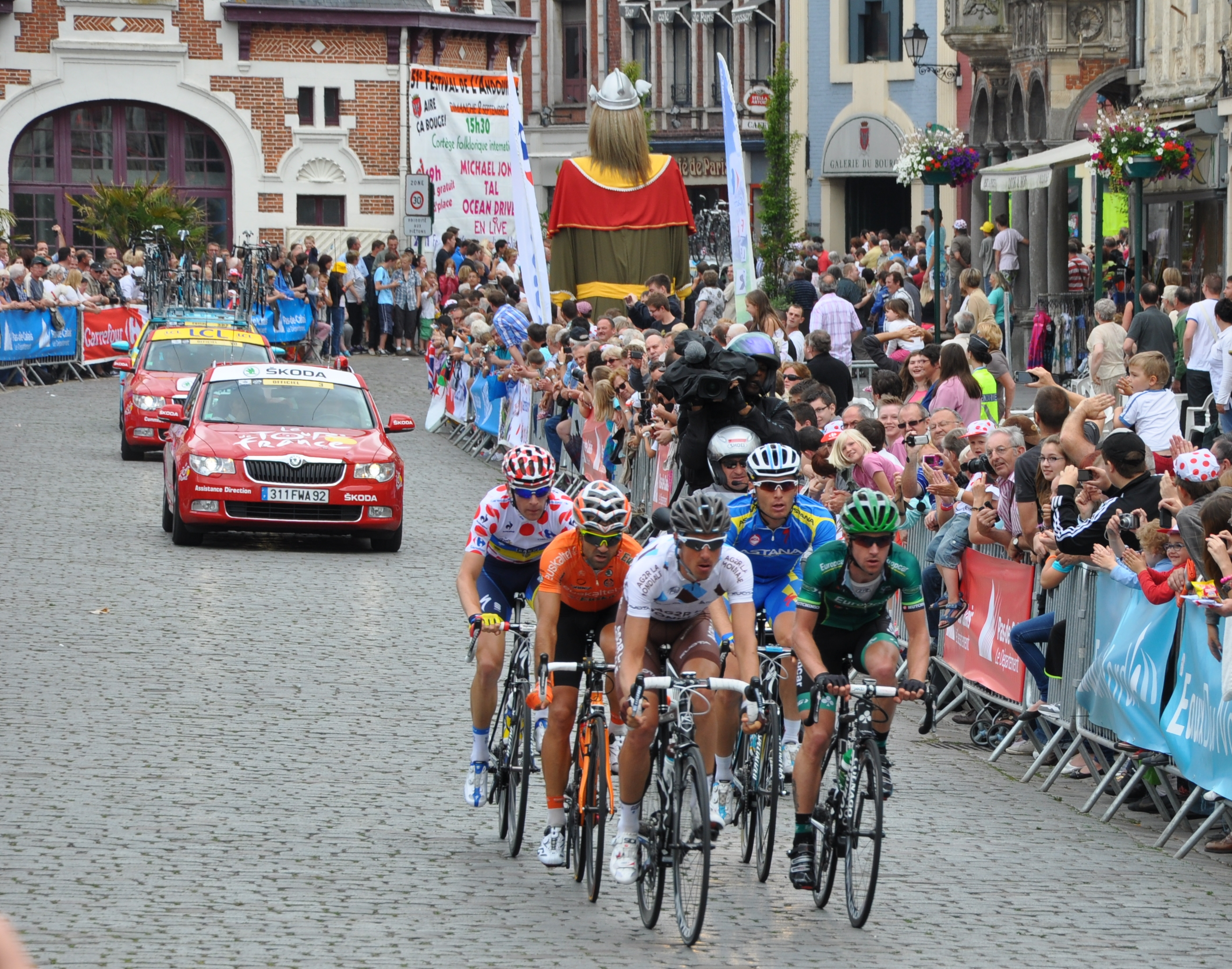
L'escapada tenia més de 4 minuts a Aire-sur-la-Lys. D'esquerra a dreta: Michael Mørkøv, Rubén Pérez Moreno, Sébastien Minard, Andrí Hrivko i Giovanni Bernaudeau.

Només començar l'etapa, km 5, es formà una escapada integrada per Sébastien Minard (AG2R La Mondiale), Rubén Pérez Moreno (Euskaltel–Euskadi), Andrí Hrivko (Astana Qazaqstan Team), Michael Mørkøv (Team Saxo-Tinkoff), per tercer dia consecutiu formant part de l'escapada bona, i Giovanni Bernaudeau (Team Europcar). La màxima diferència se situà al voltant dels cinc minuts i mig, després que el RadioShack-Nissan i el Liquigas-Cannondale passessin a controlar el gran grup en favor dels seus interessos, Fabian Cancellara (general) i Peter Sagan (punts).
Els escapats passaren en primera posició per l'esprint de Senlecques, sent Minard el primer; Mark Cavendish guanyà l'esprint per la sisena posició, superant a Kenny van Hummel (Vacansoleil-DCM). Mørkøv augmentà les diferències en la classificació de la muntanya, en passar en primera posició per les quatre primeres cotes del dia.
Durant l'etapa es van produir els dos primers abandonaments de la present edició fruit de dues caigudes i les consegüents fractures que es produïren: Kanstantsín Siutsou (Team Sky), tíbia, i José Joaquín Rojas (Team Sky), clavícula.
En el darrer tram de l'etapa Mørkøv i Hrivko deixaren enrere els seus companys d'escapada, però en l'ascens a la Cota de Mont Lambert foren neutralitzats pel gran grup. Sylvain Chavanel (Omega Pharma-Quick Step) atacà a manca de 5 km obrint un petit forat d'uns 15", però fou agafat en el darrer quilòmetre per un BMC Racing Team que havia endurit molt el ritme en els darrers quilòmetres. Sagan, ben situat en tot moment, no tingué rival en la lluita per la victòria, entrant a meta movent els braços a l'estil Forrest Gump. Un segon més tard entraven Edvald Boasson Hagen (Team Sky), Peter Velits (Omega Pharma-Quick Step) i Cancellara, el qual mantingué el lideratge un dia més. Una caiguda en els darrers metres va fer que no es marquessin diferències entre els integrants del grup capdavanter.

## Esprints
| Primer  | Sébastien Minard (FRA)    | 20 pts |
| Segon   | Giovanni Bernaudeau (FRA) | 17 pts |
| Tercer  | Michael Mørkøv (DEN)      | 15 pts |
| Quart   | Rubén Pérez Moreno (ESP)  | 13 pts |
| Cinquè  | Andrí Hrivko (UKR)        | 11 pts |
| Sisè    | Mark Cavendish (GBR)      | 10 pts |
| Setè    | Kenny van Hummel (NED)    | 9 pts  |
| Vuitè   | Peter Sagan (SVK)         | 8 pts  |
| Novè    | Brett Lancaster (AUS)     | 7 pts  |
| Desè    | Iauhèn Hutaròvitx (BLR)   | 6 pts  |
| Onzè    | Mark Renshaw (AUS)        | 5 pts  |
| Dotzè   | Alessandro Petacchi (ITA) | 4 pts  |
| Tretzè  | Matthew Goss (AUS)        | 3 pts  |
| Catorzè | Kris Boeckmans (BEL)      | 2 pts  |
| Quinzè  | Baden Cooke (AUS)         | 1 pt   |

| Primer  | Peter Sagan (SVK)          | 30 pts |
| Segon   | Edvald Boasson Hagen (NOR) | 25 pts |
| Tercer  | Peter Velits (SVK)         | 22 pts |
| Quart   | Fabian Cancellara (SUI)    | 19 pts |
| Cinquè  | Michael Albasini (SUI)     | 17 pts |
| Sisè    | Cadel Evans (AUS)          | 15 pts |
| Setè    | Nicolas Roche (IRL)        | 13 pts |
| Vuitè   | Samuel Sánchez (ESP)       | 11 pts |
| Novè    | Bauke Mollema (NED)        | 9 pts  |
| Desè    | Vincenzo Nibali (ITA)      | 7 pts  |
| Onzè    | Wout Poels (NED)           | 6 pts  |
| Dotzè   | Ryder Hesjedal (CAN)       | 5 pts  |
| Tretzè  | Andreas Klöden (GER)       | 4 pts  |
| Catorzè | Robert Kiserlovski (CRO)   | 3 pts  |
| Quinzè  | Jelle Vanendert (BEL)      | 2 pts  |

## Cotes
| Primer | Michael Mørkøv (DEN) | 1 pt |

| Primer | Michael Mørkøv (DEN)   | 2 pts |
| Segon  | Sébastien Minard (FRA) | 1 pt  |

| Primer | Michael Mørkøv (DEN) | 1 pt |

| Primer | Michael Mørkøv (DEN) | 1 pt |

| Primer | Ivan Basso (ITA)    | 2 pts |
| Segon  | Tony Gallopin (FRA) | 1 pt  |

| Primer | Peter Sagan (SVK) | 1 pt |

## Classificació de l'etapa
|    | Ciclista                   | Equip                   | Temps      |
| -- | -------------------------- | ----------------------- | ---------- |
| 1  | Peter Sagan (SVK)          | Liquigas-Cannondale     | 4h 42' 58" |
| 2  | Edvald Boasson Hagen (NOR) | Team Sky                | + 1"       |
| 3  | Peter Velits (SVK)         | Omega Pharma-Quick Step | + 1"       |
| 4  | Fabian Cancellara (SUI)    | RadioShack-Nissan       | + 1"       |
| 5  | Michael Albasini (SUI)     | Orica-GreenEDGE         | + 1"       |
| 6  | Cadel Evans (AUS)          | BMC Racing Team         | + 1"       |
| 7  | Nicolas Roche (IRL)        | AG2R La Mondiale        | + 1"       |
| 8  | Samuel Sánchez (ESP)       | Euskaltel–Euskadi       | + 1"       |
| 9  | Bauke Mollema (NED)        | Rabobank ProTeam        | + 1"       |
| 10 | Vincenzo Nibali (ITA)      | Liquigas-Cannondale     | + 1"       |

## Classificació general
|    | Ciclista                   | Equip                   | Temps       |
| -- | -------------------------- | ----------------------- | ----------- |
| 1  | Fabian Cancellara (SUI)    | RadioShack-Nissan       | 14h 45' 30" |
| 2  | Bradley Wiggins (GBR)      | Team Sky                | + 7"        |
| 3  | Sylvain Chavanel (FRA)     | Omega Pharma-Quick Step | + 7"        |
| 4  | Tejay van Garderen (USA)   | BMC Racing Team         | + 10"       |
| 5  | Edvald Boasson Hagen (NOR) | Team Sky                | + 11"       |
| 6  | Denís Ménxov (RUS)         | Team Katusha            | + 13"       |
| 7  | Cadel Evans (AUS)          | BMC Racing Team         | + 17"       |
| 8  | Vincenzo Nibali (ITA)      | Liquigas-Cannondale     | + 18"       |
| 9  | Ryder Hesjedal (CAN)       | Garmin-Sharp            | + 18"       |
| 10 | Andreas Klöden (GER)       | RadioShack-Nissan       | + 19"       |

## Classificacions annexes
|    | Ciclista                | Equip               | Punts   |
| -- | ----------------------- | ------------------- | ------- |
| 1r | Peter Sagan (SVK)       | Liquigas-Cannondale | 116 pts |
| 2n | Fabian Cancellara (SUI) | RadioShack-Nissan   | 74 pts  |
| 3r | Mark Cavendish (GBR)    | Team Sky            | 73 pts  |

|    | Ciclista             | Equip               | Punts |
| -- | -------------------- | ------------------- | ----- |
| 1r | Michael Mørkøv (DEN) | Team Saxo-Tinkoff   | 9 pts |
| 2n | Ivan Basso (ITA)     | Liquigas-Cannondale | 2 pts |
| 3r | Peter Sagan (SVK)    | Liquigas-Cannondale | 2 pts |

|    | Ciclista                   | Equip           | Temps       |
| -- | -------------------------- | --------------- | ----------- |
| 1r | Tejay van Garderen (USA)   | BMC Racing Team | 14h 45' 40" |
| 2n | Edvald Boasson Hagen (NOR) | Team Sky        | + 1"        |
| 3r | Rein Taaramae (EST)        | Cofidis         | + 12"       |

|    | Equip             | Temps       |
| -- | ----------------- | ----------- |
| 1r | Team Sky          | 44h 17' 04" |
| 2n | RadioShack-Nissan | + 04        |
| 3r | BMC Racing Team   | + 06        |

## Abandonaments
- Kanstantsín Siutsou (Team Sky): abandona per caiguda al km 140.
- José Joaquín Rojas (Movistar Team): abandona per caiguda al km 168.[4]